# Крилник
Крилник је био највиши чин у усташкој војници НДХ. 

## Употреба
Испод чина крила био је чин пуковника, па се стога чин крила на неки начин може изједначити са чином бригадног генерала у другим армијама. Овај чин је коришћен и пре Другог светског рата у УХРО, од њеног оснивања 1929. године до слома НДХ 1945. године.
Чин крилника, као и остале чинове оружаних снага НДХ, ХОС је накратко користио на почетку рата у Хрватској, али су га одустали у корист службених ознака редова редовне Хрватске војске.

## Носиоци чина
Најпознатији носиоци чина били су:
- Славко Кватерник
- Анте Вокић
- Стјепан Дуић (постхумно) [2] [3]
- Јуре Францетић (постхумно)
- Блаж Краљевић (постхумно)